# Førde (Sunnfjord)
Førde is een stad in de Noorse provincie Vestland. De plaats telde 13.009 inwoners in januari 2017.

## Voormalige gemeente

Gemeente Førde in de toenmalige provincie

Førde was een zelfstandige gemeente in de Noorse provincie Sogn og Fjordane tot het op 1 januari fuseerde met Gaular, Jølster en Naustdal tot de gemeente Sunnfjord, die werd opgenomen in de op dezelfde dag gevormde provincie Vestland.

## Geboren
- Martinus Grov (1974), handboogschutter

Årdal · Askvoll · Aurland · Balestrand · Bremanger · Eid · Fjaler · Flora · Førde · Gaular · Gloppen · Gulen · Hornindal · Høyanger · Hyllestad · Jølster · Lærdal · Leikanger · Luster · Naustdal · Selje · Sogndal · Solund · Stryn · Vågsøy · Vik

Gemeenten in de provincie bij de opheffing op 1 januari 2020